# China Open

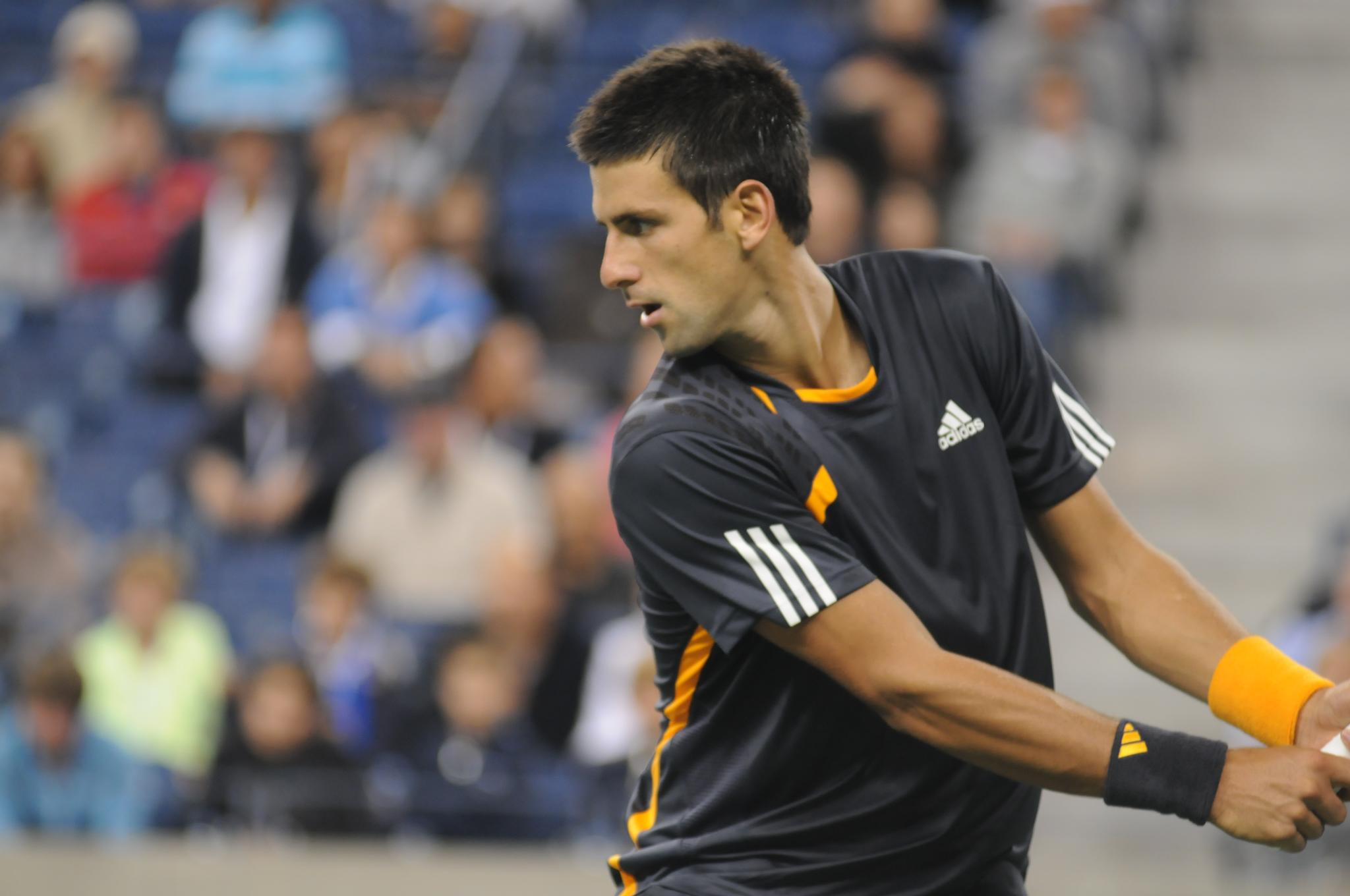
Triumfator męskich rozgrywek z 2009, 2010, 2012, 2013, 2014 i 2015 – Novak Đoković

China Open – doroczny turniej tenisowy rozgrywany w Pekinie. Jest częścią cyklu ATP Tour o randze ATP Tour 500 w rozgrywkach męskich i turniejem z cyklu WTA Tour o kategorii WTA 1000 w zawodach damskich.
Zawody męskie po raz pierwszy odbyły się w 1993 roku. W latach 1998–2003 tenisiści nie rywalizowali. Kobiety początkowo, w latach 2000–2003, grały w Szanghaju. W 2004 roku żeńska impreza została przeniesiona do Pekinu. W latach 2020–2021 turniej nie został rozegrany z powodu pandemii COVID-19, natomiast rok później impreza została zawieszona przez władze WTA z powodu braku wiarygodnych działań ze strony chińskiego rządu w sprawie oskarżeń o molestowanie seksualne wysuniętych przez Peng Shuai wobec byłego wicepremiera Chin, Zhanga Gaoliego. Turniej powrócił do kalendarza rozgrywek w 2023 roku.

## Mecze finałowe

### Gra pojedyncza mężczyzn
| Rok       | Zwycięzca                                    | Finalista                                    | Wynik                                        |
| 2024      | Carlos Alcaraz                               | Jannik Sinner                                | 6:7(6), 6:4, 7:6(3)                          |
| 2023      | Jannik Sinner                                | Daniił Miedwiediew                           | 7:6(2), 7:6(2)                               |
| 2022      | Turniej zawieszony                           | Turniej zawieszony                           | Turniej zawieszony                           |
| 2020–2021 | Turniej anulowano z powodu pandemii COVID-19 | Turniej anulowano z powodu pandemii COVID-19 | Turniej anulowano z powodu pandemii COVID-19 |
| 2019      | Dominic Thiem                                | Stefanos Tsitsipas                           | 3:6, 6:4, 6:1                                |
| 2018      | Nikoloz Basilaszwili                         | Juan Martín del Potro                        | 6:4, 6:4                                     |
| 2017      | Rafael Nadal                                 | Nick Kyrgios                                 | 6:2, 6:1                                     |
| 2016      | Andy Murray                                  | Grigor Dimitrow                              | 6:4, 7:6(2)                                  |
| 2015      | Novak Đoković                                | Rafael Nadal                                 | 6:2, 6:2                                     |
| 2014      | Novak Đoković                                | Tomáš Berdych                                | 6:0, 6:2                                     |
| 2013      | Novak Đoković                                | Rafael Nadal                                 | 6:3, 6:4                                     |
| 2012      | Novak Đoković                                | Jo-Wilfried Tsonga                           | 7:6(4), 6:2                                  |
| 2011      | Tomáš Berdych                                | Marin Čilić                                  | 3:6, 6:4, 6:1                                |
| 2010      | Novak Đoković                                | David Ferrer                                 | 6:2, 6:4                                     |
| 2009      | Novak Đoković                                | Marin Čilić                                  | 6:2, 7:6(4)                                  |
| 2008      | Andy Roddick                                 | Dudi Sela                                    | 6:4, 6:7(6), 6:3                             |
| 2007      | Fernando González                            | Tommy Robredo                                | 6:1, 3:6, 6:1                                |
| 2006      | Markos Pagdatis                              | Mario Ančić                                  | 6:4, 6:0                                     |
| 2005      | Rafael Nadal                                 | Guillermo Coria                              | 5:7, 6:1, 6:2                                |
| 2004      | Marat Safin                                  | Michaił Jużny                                | 7:6(4), 7:5                                  |
| 1997      | Jim Courier                                  | Magnus Gustafsson                            | 7:6(10), 3:6, 6:3                            |
| 1996      | Greg Rusedski                                | Martin Damm                                  | 7:6(5), 6:4                                  |
| 1995      | Michael Chang                                | Renzo Furlan                                 | 7:5, 6:3                                     |
| 1994      | Michael Chang                                | Anders Järryd                                | 7:5, 7:5                                     |
| 1993      | Michael Chang                                | Greg Rusedski                                | 7:6(5), 6:7(6), 6:4                          |

### Gra pojedyncza kobiet
| Rok       | Zwyciężczyni                                 | Finalistka                                   | Wynik                                        |
| 2024      | Coco Gauff                                   | Karolína Muchová                             | 6:1, 6:3                                     |
| 2023      | Iga Świątek                                  | Ludmiła Samsonowa                            | 6:2, 6:2                                     |
| 2022      | Turniej zawieszony                           | Turniej zawieszony                           | Turniej zawieszony                           |
| 2020–2021 | Turniej anulowano z powodu pandemii COVID-19 | Turniej anulowano z powodu pandemii COVID-19 | Turniej anulowano z powodu pandemii COVID-19 |
| 2019      | Naomi Ōsaka                                  | Ashleigh Barty                               | 3:6, 6:3, 6:2                                |
| 2018      | Caroline Wozniacki                           | Anastasija Sevastova                         | 6:3, 6:3                                     |
| 2017      | Caroline Garcia                              | Simona Halep                                 | 6:4, 7:6(3)                                  |
| 2016      | Agnieszka Radwańska                          | Johanna Konta                                | 6:4, 6:2                                     |
| 2015      | Garbiñe Muguruza                             | Timea Bacsinszky                             | 7:5, 6:4                                     |
| 2014      | Marija Szarapowa                             | Petra Kvitová                                | 6:4, 2:6, 6:3                                |
| 2013      | Serena Williams                              | Jelena Janković                              | 6:2, 6:2                                     |
| 2012      | Wiktoryja Azaranka                           | Marija Szarapowa                             | 6:3, 6:1                                     |
| 2011      | Agnieszka Radwańska                          | Andrea Petković                              | 7:5, 0:6, 6:4                                |
| 2010      | Caroline Wozniacki                           | Wiera Zwonariowa                             | 6:3, 3:6, 6:3                                |
| 2009      | Swietłana Kuzniecowa                         | Agnieszka Radwańska                          | 6:2, 6:4                                     |
| 2008      | Jelena Janković                              | Swietłana Kuzniecowa                         | 6:3, 6:2                                     |
| 2007      | Ágnes Szávay                                 | Jelena Janković                              | 6:7(7), 7:5, 6:2                             |
| 2006      | Swietłana Kuzniecowa                         | Amélie Mauresmo                              | 6:4, 6:0                                     |
| 2005      | Marija Kirilenko                             | Anna-Lena Grönefeld                          | 6:3, 6:4                                     |
| 2004      | Serena Williams                              | Swietłana Kuzniecowa                         | 4:6, 7:5, 6:4                                |
| 2003      | Jelena Diemientjewa                          | Chanda Rubin                                 | 6:3, 7:6(6)                                  |
| 2002      | Anna Smasznowa                               | Anna Kurnikowa                               | 6:2, 6:3                                     |
| 2001      | Monica Seles                                 | Nicole Pratt                                 | 6:2, 6:3                                     |
| 2000      | Meghann Shaughnessy                          | Iroda Tulyaganova                            | 7:6, 7:5                                     |

### Gra podwójna mężczyzn
| Rok       | Zwycięzcy                                    | Finaliści                                    | Wynik                                        |
| 2024      | Simone Bolelli Andrea Vavassori              | Harri Heliövaara Henry Patten                | 4:6, 6:3, 10–5                               |
| 2023      | Ivan Dodig Austin Krajicek                   | Wesley Koolhof Neal Skupski                  | 6:7(12), 6:3, 10–5                           |
| 2022      | Turniej zawieszony                           | Turniej zawieszony                           | Turniej zawieszony                           |
| 2020–2021 | Turniej anulowano z powodu pandemii COVID-19 | Turniej anulowano z powodu pandemii COVID-19 | Turniej anulowano z powodu pandemii COVID-19 |
| 2019      | Ivan Dodig Filip Polášek                     | Łukasz Kubot Marcelo Melo                    | 6:3, 7:6(4)                                  |
| 2018      | Łukasz Kubot Marcelo Melo                    | Oliver Marach Mate Pavić                     | 6:1, 6:4                                     |
| 2017      | Henri Kontinen John Peers                    | John Isner Jack Sock                         | 6:3, 3:6, 10–7                               |
| 2016      | Pablo Carreño-Busta Rafael Nadal             | Jack Sock Bernard Tomic                      | 6:7(6), 6:2, 10–8                            |
| 2015      | Vasek Pospisil Jack Sock                     | Daniel Nestor Édouard Roger-Vasselin         | 3:6, 6:3, 10–6                               |
| 2014      | Jean-Julien Rojer Horia Tecău                | Julien Benneteau Vasek Pospisil              | 6:7(6), 7:5, 10–5                            |
| 2013      | Maks Mirny Horia Tecău                       | Fabio Fognini Andreas Seppi                  | 6:4, 6:2                                     |
| 2012      | Bob Bryan Mike Bryan                         | Carlos Berlocq Denis Istomin                 | 6:3, 6:2                                     |
| 2011      | Michaël Llodra Nenad Zimonjić                | Robert Lindstedt Horia Tecău                 | 7:6(2), 7:6(4)                               |
| 2010      | Bob Bryan Mike Bryan                         | Mariusz Fyrstenberg Marcin Matkowski         | 6:1, 7:6(5)                                  |
| 2009      | Bob Bryan Mike Bryan                         | Mark Knowles Andy Roddick                    | 6:4, 6:2                                     |
| 2008      | Stephen Huss Ross Hutchins                   | Ashley Fisher Bobby Reynolds                 | 7:5, 6:4                                     |
| 2007      | Rik de Voest Ashley Fisher                   | Chris Haggard Lu Yen-hsun                    | 6:7(3), 6:0, 10–6                            |
| 2006      | Mario Ančić Mahesh Bhupathi                  | Kenneth Carlsen Michael Berrer               | 6:4, 6:3                                     |
| 2005      | Justin Gimelstob Nathan Healey               | Dmitrij Tursunow Michaił Jużny               | 4:6, 6:3, 6:2                                |
| 2004      | Justin Gimelstob Graydon Oliver              | Alex Bogomolov Jr. Taylor Dent               | 4:6, 6:4, 7:6(6)                             |
| 1997      | Mahesh Bhupathi Leander Paes                 | Jim Courier Alex O’Brien                     | 7:5, 7:6                                     |
| 1996      | Martin Damm Andriej Olchowski                | Patrik Kühnen Gary Muller                    | 6:4, 6:2                                     |
| 1995      | Tommy Ho Sébastien Lareau                    | Dick Norman Fernon Wibier                    | 7:6, 7:6                                     |
| 1994      | Tommy Ho Kent Kinnear                        | David Adams Andriej Olchowski                | 7:6, 6:3                                     |
| 1993      | Paul Annacone Doug Flach                     | Jacco Eltingh Paul Haarhuis                  | 7:6, 6:3                                     |

### Gra podwójna kobiet
| Rok       | Zwyciężczynie                                | Finalistki                                   | Wynik                                        |
| 2024      | Sara Errani Jasmine Paolini                  | Chan Hao-ching Wieronika Kudiermietowa       | 6:4, 6:4                                     |
| 2023      | Marie Bouzková Sara Sorribes Tormo           | Chan Hao-ching Giuliana Olmos                | 3:6, 6:0, 10–4                               |
| 2022      | Turniej zawieszony                           | Turniej zawieszony                           | Turniej zawieszony                           |
| 2020–2021 | Turniej anulowano z powodu pandemii COVID-19 | Turniej anulowano z powodu pandemii COVID-19 | Turniej anulowano z powodu pandemii COVID-19 |
| 2019      | Sofia Kenin Bethanie Mattek-Sands            | Jeļena Ostapenko Dajana Jastremśka           | 6:3, 6:7(5), 10–7                            |
| 2018      | Andrea Sestini Hlaváčková Barbora Strýcová   | Gabriela Dabrowski Xu Yifan                  | 4:6, 6:4, 10–8                               |
| 2017      | Chan Yung-jan Martina Hingis                 | Tímea Babos Andrea Hlaváčková                | 6:1, 6:4                                     |
| 2016      | Bethanie Mattek-Sands Lucie Šafářová         | Caroline Garcia Kristina Mladenovic          | 6:4, 6:4                                     |
| 2015      | Martina Hingis Sania Mirza                   | Chan Hao-ching Chan Yung-jan                 | 6:7(9), 6:1, 10–8                            |
| 2014      | Andrea Hlaváčková Peng Shuai                 | Cara Black Sania Mirza                       | 6:4, 6:4                                     |
| 2013      | Cara Black Sania Mirza                       | Wiera Duszewina Arantxa Parra Santonja       | 6:2, 6:2                                     |
| 2012      | Jekatierina Makarowa Jelena Wiesnina         | Nuria Llagostera Vives Sania Mirza           | 7:5, 7:5                                     |
| 2011      | Květa Peschke Katarina Srebotnik             | Gisela Dulko Flavia Pennetta                 | 6:3, 6:4                                     |
| 2010      | Chuang Chia-jung Wolha Hawarcowa             | Gisela Dulko Flavia Pennetta                 | 7:6(2), 1:6, 10–7                            |
| 2009      | Hsieh Su-wei Peng Shuai                      | Ałła Kudriawcewa Jekatierina Makarowa        | 6:3, 6:1                                     |
| 2008      | Anabel Medina Garrigues Caroline Wozniacki   | Han Xinyun Xu Yifan                          | 6:1, 6:3                                     |
| 2007      | Chuang Chia-jung Hsieh Su-wei                | Han Xinyun Xu Yifan                          | 7:6(2), 6:3                                  |
| 2006      | Virginia Ruano Pascual Paola Suárez          | Anna Czakwetadze Jelena Wiesnina             | 6:2, 6:4                                     |
| 2005      | Nuria Llagostera Vives María Vento-Kabchi    | Yan Zi Zheng Jie                             | 6:2, 6:4                                     |
| 2004      | Emmanuelle Gagliardi Dinara Safina           | Gisela Dulko María Vento-Kabchi              | 6:4, 6:4                                     |
| 2003      | Émilie Loit Nicole Pratt                     | Ai Sugiyama Tamarine Tanasugarn              | 6:3, 6:3                                     |
| 2002      | Anna Kurnikowa Janet Lee                     | Rika Fujiwara Ai Sugiyama                    | 7:5, 6:3                                     |
| 2001      | Liezel Huber Lenka Němečková                 | Evie Dominikovic Tamarine Tanasugarn         | 6:0, 7:5                                     |
| 2000      | Lilia Osterloh Tamarine Tanasugarn           | Rita Grande Meghann Shaughnessy              | 7:5, 6:1                                     |

### Gra mieszana
| Rok  | Zwycięzcy                           | Finaliści                     | Wynik    |
| 2004 | Emmanuelle Gagliardi Tripp Phillips | Jill Craybas Justin Gimelstob | 6:1, 6:2 |